# Титков, Иван Васильевич
Иван Васильевич Титков (15 октября 1905, село Пичкиряево, Спасская волость, Томский уезд, Томская губерния — 2 марта 1993, Новосибирск) — советский и российский живописец и график, народный художник РСФСР (1981).

## Биография
Иван Титков родился 15 октября 1905 года в селе Пичкиряево Спасской волости (Томский уезд, Томская губерния. В 1915—1938 годах жил в Камне-на-Оби Алтайского края.
В становлении художественной индивидуальности И. Титкова большую роль сыграли его учителя художник-реалист К. М. Чукалов, Ю. К. Куртуков. В 1926—1929 годах учился в Омском художественно-промышленном техникуме имени Врубеля. С 1933 года — член Союза художников СССР (позже Союз художников России). В 1938 году переехал в Новосибирск.
Проходил повышение квалификации в стенах Академии художеств в Ленинграде.
Прошёл всю Великую Отечественную войну, был на фронте с июля 1941 по 1945 год. Служил артиллеристом-разведчиком штаба 117 гаубичной артиллерийской бригады. Войну закончил в звании старшины.
Умер  2 марта 1993 года в Новосибирске. Похоронен на Заельвовском кладбище. В 2000 году был признан «Гражданином XX века Новосибирской области».

## Творчество
Работы художника находятся в Третьяковской галерее, Новосибирском государственном художественном музее и Государственном музее изобразительных искусств Алтайского края в Барнауле.

## Семья
Брат — художник Василий Титков.
Жена - первый директор Новосибирского театрального училища Сороко Софья Болеславовна.
Дочь — театральный режиссёр и педагог Элеонора Титкова (1941—2016), заслуженный деятель искусств России.

## Память
В честь художника названа одна из улиц в Кировском районе Новосибирска.

## Награды и премии
- Заслуженный деятель искусств РСФСР (1956).
- Народный художник РСФСР (1981).
- Два ордена Красной звезды (1942, 1945).
- Орден Отечественной войны I степени (1985)
- медали «За боевые заслуги» (1942), «За оборону Москвы»,
- Ордена Ленина (1985), «Трудового Красного Знамени», «Знак Почёта».
- Признан «Гражданином XX века Новосибирской области» (31.12.2000).
- Его именем названа улица в г.Новосибирске (улица Ивана Титкова)